# Parcelforce
Parcelforce Worldwide er en kurér- og logistikserviceudbyder i Storbritannien. Parcelforce Worldwide er et handelsnavn i Royal Mail-koncernen og er organiseret i koncernens division for britiske pakker, internationale division og brevdivision.
Der leveres over hele verden via. et netværk af internationale partnere. Den europæiske partner General Logistics Systems (GLS) er et datterselskab til Royal Mail og leverer over en million pakker om dagen i 34 europæiske lande.
Parcelforce Worldwide er i direkte konkurrence med andre verdensleverandører som DHL, DX Group, FedEx og United Parcel Service.
Parcelforce Worldwide driver et "hub and spoke" indleverings og omdelingssystem med to hubs i Coventry nær lufthavnen. Den ene hub er for pakker i Storbritannien og den anden hub er for internationale pakker. UK-huben er en af nationens største bygninger på 24.000 m2. Bygningen er højautomatiseret og kan håndtere op til 58.500 pakker i timen.

## Historie
Pakkepostservicen i Royal Mail begyndte i 1883, og blev drevet gennem jernbaneselskaberne, senere også gennem Red Star Parcels og British Road Services.
Royal Mail blev i 1986 opdelt i tre divisioner og i 1990 skiftede Royal Mail Parcels navn til Parcelforce.
I 2002 blev pakkeleveringen overført til Royal Mail, således at Parcelforce nu koncentrerede sig om en og todagesleveringer.
Parcelforce Worldwide odriver et netværk med 53 lokale distributionscentre på strategiske lokaliteter i Storbritannien.